# Włodzimierz Cielecki
Mieczysław Włodzimierz Cielecki herbu Zaremba (ur. 2 października 1828 w Byczkowcach, zm. 18 września 1882 w Krakowie) – ziemianin, uczestnik Wiosny Ludów i powstania styczniowego, poseł do Sejmu Krajowego Galicji oraz do austriackiej Rady Państwa.
Studiował prawo na uniwersytecie we Lwowie. W czasie studiów brał żywy udział w życiu politycznym podczas Wiosny Ludów. Członek Komitetu i Legii Akademickiej w 1848. Działał na rzecz wzmocnienia Gwardii Narodowej i był sygnatariuszem wielu petycji do władz. Po skończonych studiach osiadł i gospodarował w odziedziczonych po ojcu dobrach Byczkowce w powiecie czortkowskim.
Poseł na Sejm Krajowy I kadencji (1861–1865), Wybrany w I kurii obwodu Czortków, z okręgu wyborczego Czortków. 28 grudnia 1865 na jego miejsce wybrano Włodzimierza Russockiego. Był także posłem do austriackiej Rady Państwa I kadencji (11 maja 1861 – 20 września 1865), gdzie należał do współzałożycieli Koła Polskiego oraz grupy konserwatystów – podolaków. Podczas powstania styczniowego, był rzecznikiem przyjęcia w Galicji uciekających przed branką do wojska rosyjskiego. Zabiegał o to m.in. u gubernatora Galicji Aleksandra Mensdorffa, w związku z tym wysłany został do Warszawy dla zbadania sytuacji. Po powrocie czynnie uczestniczył w akcji zakupu broni dla powstania. Uczestniczył też w działalności struktur powstańczych w Galicji.
Członek Rady powiatowej w Czortkowie z grupy większej posiadłości (m.in. w latach 1870, 1880, 1881), zastępca członka jej Wydziału (m.in. w 1870), prezes jej Wydziału (m.in. w latach 1880, 1881). W latach m.in. 1870, 1882 członek czortkowskiego Wydziału okręgowego (prezes Walerian Podlewski) Galicyjskiego Towarzystwa Kredytowego Ziemskiego we Lwowie.

## Rodzina
Syn ziemianina i członka Stanów Galicyjskich Ferdynanda (1801–1878) i Honoraty z Pstrokońskich (1808–1880). 30 kwietnia 1863 ożenił się z Zofią Genowefą Moszyńską (1842–1896), córką Piotra Moszyńskiego. Mieli czworo dzieci: Marię (ur. 1864), Romana (ur. 1867), Zofię (ur. 1868) i Juliusza (1870–1914) ożenionego z Józefą Marią z Tyszkiewiczów (ur. 1873).